# Schizymenium novoguineense
Schizymenium novoguineense är en bladmossart som beskrevs av A. Eddy 1996. Schizymenium novoguineense ingår i släktet Schizymenium och familjen Bryaceae. Inga underarter finns listade i Catalogue of Life.